# Franz Overbeck
Franz Camille Overbeck (16 de noviembre de 1837, San Petersburgo; 26 de junio de 1905 en Basilea) fue un historiador del cristianismo y profesor de teología protestante. Aunque publicó poco y sus pensamientos críticos respecto de la teología lo mantuvieron alejado de los círculos teológicos oficiales, ello no lo ha privado de ejercer una influencia permanente que llega hasta nuestros días. Sobre todo se le conoce por su duradera amistad con el filósofo Friedrich Nietzsche, manifiesta en una nutrida correspondencia. Además compartió con este la amistad común del historiador suizo Jacob Burckhardt.
Es reconocido en la actualidad como uno de los primeros forjadores de la crítica de la teología liberal. En este respecto, ejerció un influjo duradero sobre teólogos de la crisis como Karl Barth y Friedrich Gogarten, no menos que sobre pensadores del siglo XX como Martin Heidegger y Karl Löwith. Desafortunadamente, su obra más importante e influyente, Über die Christlichkeit unserer heutigen Theologie ("En torno al carácter cristiano de nuestra teología actual"), no ha sido aún traducida al castellano. 

## Vida y obra

### Biografía
Franz Overbeck fue el hijo del empresario germano-británico Franz Heinrich Herrmann Overbeck y de su esposa Jeanne Camille Cerclet, una francesa nacida en San Petersburgo. Por ello, es comprensible que su educación fuera principalmente de cariz europea y humanista: primero en San Petersburgo, luego desde 1846 hasta la revolución francesa de 1848 en París, y posteriormente en Dresde a partir de 1850. En correspondencia con su procedencia multinacional, Overbeck podía dominar con facilidad las principales lenguas europeas.
A partir de 1856 y hasta 1864, estudió teología en Leipzig, Gotinga, Berlín y Jena. Bajo la decidida influencia de Carl Schwarz y en estricto seguimiento de las consecuencias de la teología histórica de Ferdinand Christian Baur, se mantuvo siempre en una postura crítica ante la teología oficial y ante toda ortodoxia eclesial, lo cual le permitió gozar siempre de autonomía para pensar con independencia. Pero esta independencia de pensamiento le costaría posteriormente el no ser considerado nunca para una cátedra importante de teología en Alemania.
En 1859, obtuvo el doctorado en teología y en 1864, obtuvo asimismo la habilitación, con una tesis sobre Hipólito de Roma, que le concedía la venia legendi para profesar la teología. A partir de 1864, se desempeñó como 'docente privado' (sin los derechos de un profesor titular) en la Universidad de Jena. Fue en el año 1870, cuando Overbeck fue nombrado profesor de exégesis del Nuevo Testamento y de historia de la iglesia antigua en la Universidad de Basilea. Hasta 1875, vivió un piso más abajo en la misma residencia donde se hospedaba Nietzsche, durante el período en que este profesaba filología en Basilea bajo el espectro protector de quien a la sazón fuera su maestro, el filólogo Friedrich Wilhelm Ritschl. De este tiempo data, precisamente, lo que para ambos fue el principio de una duradera y significativa amistad. 
En 1876, contrajo matrimonio con la suiza Ida Rothpletz (1848 – 1933); el mismo año en que se convirtió en rector de la Universidad de Basilea, de la cual sería profesor titular y a cuya facultad de teología (famosa en lo sucesivo por nombres como el del propio Overbeck, pero también por Karl Barth y Oscar Cullmann) sirvió tranquilamente y sin muchos aspavientos hasta el retiro.

### Cuestionamiento del carácter 'cristiano' de la teología
1873 es el año de publicación de la mayor obra de Overbeck —y esto a juzgar solamente por su influjo posterior, si bien no inmediato—: Über die Christlichkeit unserer heutigen Theologie ("En torno al carácter cristiano de nuestra teología actual"). Se trata del libro donde expuso sus puntos de vista principales respecto de la imposibilidad de la teología cristiana, donde lo que quedaba cuestionado era el "carácter cristiano" (Christlichkeit = la "cristianidad") de toda empresa teológica tal como había sido llevada a cabo en los países cristianos occidentales. La teología es, para Overbeck, cualquier cosa menos cristiana, si por "cristiano" se hace exclusiva referencia al paleocristianismo o al cristianismo primitivo conformado por las antiguas comunidades conformadas a partir del kerigma evangélico. Habría así una diferencia esencial entre el carácter "cristiano" del cristianismo (Christlichkeit) y la cristiandad (Christentum) como aquella cultura a partir de la cual surgió la necesidad de algo así como un discurso teorético sobre la fe: la teología. Que el cristianismo primitivo no conoce teología alguna ni dogmatismos doctrinales, es algo que puede comprobarse con sólo caer en la cuenta de la actividad kerigmática del mismo Jesús de Nazaret, para quien en ningún caso la proclamación podía reducirse a la asimilación de meros contenidos doctrinales. 
En concordancia con su magnum opus, Overbeck arguye que la cristiandad, aquella fundada por los padres de la iglesia, no tenía nada o casi nada que ver con la idea original de Jesús de Nazaret ni con la religiosidad primitiva del cristianismo. Es más, no sólo no tiene nada que ver, sino que no tendría por qué tener algo que ver. Hay un abismo infranqueable para Overbeck entre la religión primitiva en su expresión cristiana y la experiencia del hombre moderno que se ve confrontado por los desafíos de la ciencia, la justificación racional, la crítica histórica y demás demandas culturales. El cristianismo primitivo se había constituido precisamente en contraposición con toda clase de cultura, de historia y de ciencia; todas estas ideas queridísimas para la época moderna, pero que no conservan relación alguna con la irrupción del cristianismo primitivo ni con la proclamación kerigmática. En consecuencia, Overbeck concluye que una teología cristiana es simplemente imposible. Una "teología cristiana" es el resultado de un forzamiento que termina por desfigurar la religión primitiva. De hecho, como ha afirmado Helmut Thielicke, «para Overbeck, la historia de la iglesia es la historia de la decadencia. El cristianismo se degenera en el momento en que entra a la historia y de que hace un pacto con ella, perdiendo así la alta tensión de su escatología originaria».
En su gran obra, que debió sentirse en su época como una verdadera diatriba, Overbeck se dirigía críticamente tanto contra la teología conservadora y la apologética (la que se remite a un mero deletreo de dogmas pretendidamente fundamentales), como contra la teología liberal, la cual, por su parte, pretendía la promoción de una teología de la cultura que estuviera a la altura de los tiempos modernos y que no implicara de suyo el nefando sacrificium intellectus. Para Overbeck, ambos extremos de hacer teología (el conservador fundamentalista y el modernizador y conciliador con la cultura), yerran la esencia del cristianismo, que nada tiene que ver con cultura, con ciencia, con razón, con exactitud histórica, ni con ninguno de esos términos y preocupaciones de los hombres actuales. Pareciera que, para Overbeck, al fin y al cabo el cristianismo (y quizá la religión como un todo) no es algo que tenga que ver con los hombres modernos. La religión ha desaparecido para siempre.
En el apéndice de Über die Christlichkeit..., Overbeck se refiere críticamente a las obras Vom alten und neuen Glauben de David Friedrich Strauss y a Über das Verhältniss des deutschen Staates zu Theologie, Kirche und Religion de Paul de Lagarde. Ambas obras eran ensayos que intentaban promover una religión cristiana moderna con la ayuda de la teología. Para Overbeck, se trataba, sin embargo, de un intento imposible y condenado al rotundo fracaso. En un posfacio a la nueva edición de su obra escrito a escasos dos años antes de su muerte (1903), Overbeck renovó estos puntos de vista y quiso extender hacia la posteridad la validez de sus críticas, pero ahora dirigiéndose contra el libro del importante teólogo liberal berlinés (maestro, por ejemplo de Karl Barth, de Rudolf Bultmann y de Dietrich Bonhoeffer) Adolf von Harnack, Das Wesen des Christentums ("La Esencia del cristianismo"), el cual - según Overbeck - «me demostró más bien lo inesencial del cristianismo, más que su esencia». 
Con su libro, Overbeck se condenó para siempre a no poder ser considerado para una cátedra en Alemania. Se mantuvo consiguientemente en Basilea, donde por décadas siguió impartiendo las mismas lecciones introductorias y donde de ninguna forma expuso sus tesis provocativas. Por convicción propia hizo eso con el fin quizá de proteger a sus estudiantes.
En privado se expresó continuamente sobre sus intenciones de escribir un Léxico eclesial (Kirchenlexikon) en donde tuviera la oportunidad de explayarse sobre asuntos teológicos, pero también políticos, culturales y filosóficos. El propósito de esta colección sería lo que Overbeck estimaba como la única tarea razonable y verdaderamente interesante de una teología de la actualidad: una historia profana de la iglesia. Que esta empresa no aclararía definitivamente el cristianismo ni justificaría algo así como la esencia de la religión cristiana o su necesidad actual, sino que contrariamente lo negaría y minaría, lo supo Overbeck desde siempre y, de hecho, planteaba el dilema fundamental: una teología cristiana es simplemente imposible, al mismo tiempo que una empresa vana y absurda.

### El cristianismo como producto de la Antigüedad
Overbeck reseñó el escrito de Bruno Bauer Cristo y los Césares (1877), en que este sostenía que cristianismo y estoicismo procedían de una misma raíz. Si bien criticó las afirmaciones de Bauer por su insuficiente fundamentación, sostuvo que tal tesis no debía ser impugnada por ir correctamente encaminada. De hecho, Overbeck defendía el papel clave que tuvo «la participación del paganismo grecorromano en el nacimiento de la Iglesia». Así mismo, recomendaba a los teólogos la lectura de dicha obra.
El propio Overbeck siempre recalcó el carácter "antiguo" del cristianismo y dudó de que hubiera supuesto una "novedad" en el curso de la historia: la Antigüedad y el cristianismo se contraponían, según él, al mundo moderno. Ya en Studien zur Geschichte der alten Kirche ("Estudios sobre la historia de la Iglesia antigua", 1875) afirmó estas posiciones, así como que al desaparecer la sociedad antigua disminuyó en la misma medida nuestra comprensión del cristianismo. También en Über die Christlichkeit... sostuvo que el legado de la Antigüedad había llegado a nuestro tiempo «embalsamado en el cristianismo»; era por ello que la pretensión de conseguir un cristianismo "moderno" suponía una contradicción en sus términos.
En definitiva, a pesar de las críticas puntuales a Bauer basadas en las deficiencias metodológicas en que habría incurrido este último, Overbeck defendió la teología crítica de Bauer en oposición a las ambiciones infundadas de la teología apologética y liberal. También subrayó siempre el carácter escatológico y mesiánico (espera en el fin del mundo y el retorno de Cristo) del cristianismo original, inseparable por tanto de su consustancial ascetismo, aspectos necesarios para comprender lo que en su momento fue una "institución vital" y posteriormente una Iglesia reconocida oficialmente por el Estado —ya alejada del contexto y la mentalidad de los primeros cristianos—.

### Amistad con Nietzsche
Overbeck es reconocido por haber sido el mejor amigo de Nietzsche o, al menos, por haberse mantenido fiel ante un solitario pensador a quien no le sobraban las amistades, y a quien ciertamente no le faltó estar rodeado de odios y de malentendidos. No deja de ser sorprendente que el autor de la virulenta "maldición contra el cristianismo" (Fluch auf das Christenthum), tal como rezaba el subtítulo de El Anticristo, haya encontrado en un 'teólogo' a su mejor amigo, pero las razones de esta duradera amistad tienen que ver con una comunidad de ideas y con la imaginación conjunta de un campo de batalla común. Además, Overbeck no puede ser simplemente considerado un teólogo sin más o de oficio. Tal como ha dicho Niklaus Peter, podría llamársele incluso un 'anti-teólogo', o como ha argumentado Karl Barth en su obra Die protestantische Theologie im 19. Jahrhundert (1947), se trataba en cualquier caso de un teólogo desintereado por el cristianismo. Se trataba, en efecto, de un teólogo que en su magnum opus se había atrevido a argumentar, con un conocimiento soberbio de la historia de la teología, que una teología cristiana era un despropósito y una empresa que, si realmente se quisiese pensar a fondo de qué va la religión cristiana, resulta un obstáculo precisamente para pensar claramente. Una teología cristiana no es para Overbeck más que una suerte de "hierro de madera", una genuina contradicción en los términos. Debe así entrecomillarse la palabra "teólogo" cuando se predique de Overbeck, tal como lo ha hecho Martin Henry.
Über die Christlichkeit..., apareció al mismo tiempo que la Primera consideración intempestiva de Nietzsche (esta última dirigida contra David Friedrich Strauß y con dedicatoria para el propio Overbeck). Aunque se trataba de un texto como el de Nietzsche, a saber, del mismo talante intempestivo, no obtuvo la resonancia de la que fue objeto el texto nietzscheano. Ambos amigos consideraban sus textos como hermanados y estaban de acuerdo en las tesis fundamentales. Tesis semejantes a las de Overbeck se encuentran en las obras de Nietzsche hasta El Anticristo, de la misma forma que Overbeck sacó ventaja de las conversaciones que tuvo con Nietzsche para su misma obra. La amplia correspondencia entre Nietzsche y Overbeck ha llamado cierta atención en la posterioridad. Prueba de ello es el hecho de que Walter Benjamin haya entresacado una carta de Overbeck para su colección Deutsche Menschen (Hombres alemanes).
La amistad cercana y personal entre Overbeck y Nietzsche no llegó a su fin con la pérdida de razón del pensador. A principios de 1889, Nietzsche le envió a Overbeck por medio de Jacob Burckhardt una conocida "nota de locos" (Wahnsinnszettel), la cual lo alarmó muchísimo. El mismo día que recibió esa nota, Overbeck viajó hacia Turín y se ocupó de Nietzsche y de poner sus manuscritos en un lugar seguro. El enfermo Nietzsche mostró incluso signos manifiestos de simpatía por las visitas que le hizo Overbeck poco tiempo antes de su muerte en 1900. Overbeck fue, pues, una de las pocas personas que se mantuvo cerca de Nietzsche aun cuando éste ya había dejado de ser Nietzsche y se había hundido en el viaje sin retorno de la locura.
Después de la muerte de su amigo, Overbeck se ocupó de abjurar de los mitos y leyendas que comenzaban a levantarse acerca de Nietzsche y se opuso a las interpretaciones erróneas que salían del Archivo Nietzsche, azuzadas por la hermana del pensador Elisabeth Förster-Nietzsche: a la sazón, directora de ese archivo donde comenzaba a forjarse la interpretación nazi de Nietzsche. Incluso siendo ya bastante viejo, Overbeck se opuso vehementemente a la publicación que en el Archivo Nietzsche se pretendía llevar a cabo de su correspondencia con el pensador, precisamente por desconfiar de las intenciones de su hermana.
Overbeck detalló su relación cercana con Nietzsche en la introducción a la segunda edición de Über die Christlichkeit unserer heutigen Theologie (1903). Allí afirmó que la influencia de Nietzsche fue la más fuerte que recibió en su vida, y lo calificó como «un hombre extraordinario; extraordinario hasta en el padecimiento de la desdicha». A partir de la amistad común con Nietzsche, cultivó y apreció Overbeck una amistad con el filólogo Erwin Rohde; amistad que se mantuvo intacta incluso cuando Nietzsche y Rohde se separaron por diferencias irreconciliables.

### Madurez e influencia
En 1897 se le otorgó a Overbeck la condición de profesor emérito, después de una larga enfermedad. En 1903 la Universidad de St. Andrews le otorgó la distinción de doctor honoris causa. Franz Overbeck falleció en 1905 a causa de complicaciones en sus órganos vitales.
Brevemente después de su muerte, Elisabeth Förster-Nietzsche prosiguió con una campaña en su contra, que incluso tuvo efectos en su viuda Ida y en su amigo Carl Albrecht Bernoulli. Bernoulli, siguiendo indicaciones de su desaparecido amigo y de la correspondencia Nietzsche-Overbeck, fundó la tradición investigativa de la obra de Nietzsche conocida como la tradición de Basilea (en clara oposición a la especie de investigación llevada a cabo en el Archivo Nietzsche dirigido por Elisabeth Förster-Nietzsche). 
La importancia de Overbeck encontraría eco con posterioridad en teólogos de la talla de Karl Barth y Karl Löwith, y en pensadores como Martin Heidegger.

## Citaciones
De Über die Christlichkeit unserer heutigen Theologie:

La teología hace que el cristianismo devenga problemático desde el punto de vista estrictamente religioso, porque sobre todo coloca al cristianismo en cuestión, pues incluso una teología apologética que quiera probar el cristianismo científicamente, solamente terminará negándolo como religión.

El conocimiento puede perfectamente destruir una religión, y nunca más volverla a levantar.

## Ediciones

### Obras en alemán
Franz Overbeck: Werke und Nachlaß. Metzler, Stuttgart 1994ff., ISBN 3-476-01210-7
- Band 1: Schriften bis 1873

Ueber die Anfänge des Mönchthums (1867)
Ueber έν ομοιώματι σαρκός αμαρτίας Röm. 8,3 (1869)
Ueber Entstehung und Recht einer rein historischen Betrachtung der Neutestamentlichen Schriften in der Theologie (1871)
Ueber das Verhältniss Justins des Märtyrers zur Apostelgeschichte (1872)
Ueber die Christlichkeit unserer heutigen Theologie (1873/²1903)
- Band 2: Schriften bis 1880

Studien zur Geschichte der alten Kirche (1875)
Ueber die Auffassung des Streits des Paulus mit Petrus in Antiochien (Gal. 2, 11ff.) bei den Kirchenvätern (1877)
Aus dem Briefwechsel des Augustin mit Hieronymus (1879)
Zur Geschichte des Kanons (1880)
- Band 3: Schriften bis 1898 und Rezensionen (noch nicht erschienen)
- Band 4: Kirchenlexikon A-I
- Band 5: Kirchenlexikon J-Z
- Band 6: Kirchenlexikon / Materialien
- Band 6.1: Christentum und Kultur (kritische Ausgabe des 1919 von C. A. Bernoulli kompilierten Nachlassmaterials)
- Band 6.2: Kirchenlexikon Gesamtregister
- Band 7: Autobiographisches
- Band 7.1: „Mich selbst betreffend“
- Band 7.2: „Meine Freunde Treitschke, Nietzsche und Rohde“
- Band 8: Briefe
- Band 9: Aus den Vorlesungen zur Geschichte der Alten Kirche bis zum Konzil von Nicaea 325 n. Chr.

### Obras en castellano
Franz Overbeck: "La vida arrebatada de Friedrich Nietzsche". Errata naturae, Madrid, 2009. ISBN 978-84-936374-8-4

### Correspondencia
- Con Friedrich Nietzsche:

Katrin Meyer/Barbara von Reibnitz (Hrsg.): Friedrich Nietzsche / Franz und Ida Overbeck: Briefwechsel. Metzler, Stuttgart 1999, ISBN 3-476-01617-X
- Con Erwin Rohde:

Andreas Patzer (Hrsg.): Franz Overbeck, Erwin Rohde: Briefwechsel. de Gruyter, Berlin und New York 1999, ISBN 3-11-011895-5 (Supplementa Nietzscheana, Bd. 1)
- Con Heinrich Köselitz:

David Marc Hoffmann (Hrsg.): Franz Overbeck, Heinrich Köselitz (Peter Gast): Briefwechsel. de Gruyter, Berlin und New York 1990, ISBN 3-11-013023-8 (Supplementa Nietzscheana, Bd. 3)
- Con Paul de Lagarde:

Peter, Niklaus / Sommer, Andreas Urs (Hrsg.): Franz Overbecks Briefwechsel mit Paul de Lagarde, in: Zeitschrift für Neuere Theologiegeschichte 3 (1996), 127-171
- Con otros:

Franz Overbeck. Werke und Nachlass, Bd. 8: Briefe. Unter Mitarbeit von Andreas Urs Sommer ausgewählt, herausgegeben und kommentiert von Niklaus Peter und Frank Bestebreurtje. XLVII + 558 Seiten. Stuttgart / Weimar: Verlag J. B. Metzler, 2008 (ISBN 978-3-476-00970-8).

### Sobre Overbeck y su obra
- Karl Barth: Unerledigte Anfragen an die heutige Theologie in: derselbe: Zur inneren Lage des Christentums. Kaiser, München 1920.
- Frank Bestebreurtje: Kanon als Form: Über die Geschichtsschreibung des Neuen Testaments bei Franz Overbeck. Peter Lang, Bern 2005, ISBN 978-3-03910-598-4.
- Rudolf Brändle, Ekkehard W. Stegemann (Hrsg.): Franz Overbecks unerledigte Anfragen an das Christentum. Kaiser, München 1988, ISBN 3-459-01755-4.
- Hermann-Peter Eberlein: Theologie als Scheitern? Die blaue Eule, Essen 1989, ISBN 3-89206-309-5.
- Martin D. Henry: Franz Overbeck: Theologian? Religion and History in the Thought of Franz Overbeck. Lang, Berlin 1995, ISBN 3-631-47772-4 und ISBN 0-8204-2926-0.
- Walter Nigg: Franz Overbeck. Versuch einer Würdigung. Beck, München 1931.
- Niklaus Peter: Im Schatten der Modernität. Franz Overbecks Weg zur „Christlichkeit unserer heutigen Theologie“. Metzler, Stuttgart 1992, ISBN 3-476-00877-0.
- Arnold Pfeiffer: Franz Overbecks Kritik des Christentums. Vandenhoeck & Ruprecht, Göttingen 1975, ISBN 3-525-87466-9.
- Jörg Weber: Finis christianismi – Zur Theologie Franz Overbecks. Centaurus, Pfaffenweiler 1985, ISBN 3-89085-052-9.

### Sobre Overbeck y Nietzsche
- Carl Albrecht Bernoulli: Franz Overbeck und Friedrich Nietzsche. Eine Freundschaft. Diederichs, Jena 1908.
- Hermann-Peter Eberlein: Flamme bin ich sicherlich! Friedrich Nietzsche, Franz Overbeck und ihre Freunde. Schmidt von Schwind, Köln 1999, ISBN 3-932050-15-0.
- Andreas Urs Sommer: Der Geist der Historie und das Ende des Christentums. Zur „Waffengenossenschaft“ von Friedrich Nietzsche und Franz Overbeck. Akademie-Verlag, Berlin 1997, ISBN 3-05-003112-3.